# نواکونسجو
نواکونسجو (به اسپانیایی: Navaconcejo) یک منطقهٔ مسکونی در اسپانیا است که در استان کاسرس واقع شده‌است. نواکونسجو ۵۱ کیلومتر مربع مساحت دارد ۴۵۵ متر بالاتر از سطح دریا واقع شده‌است.